# Puerto de Ibiza

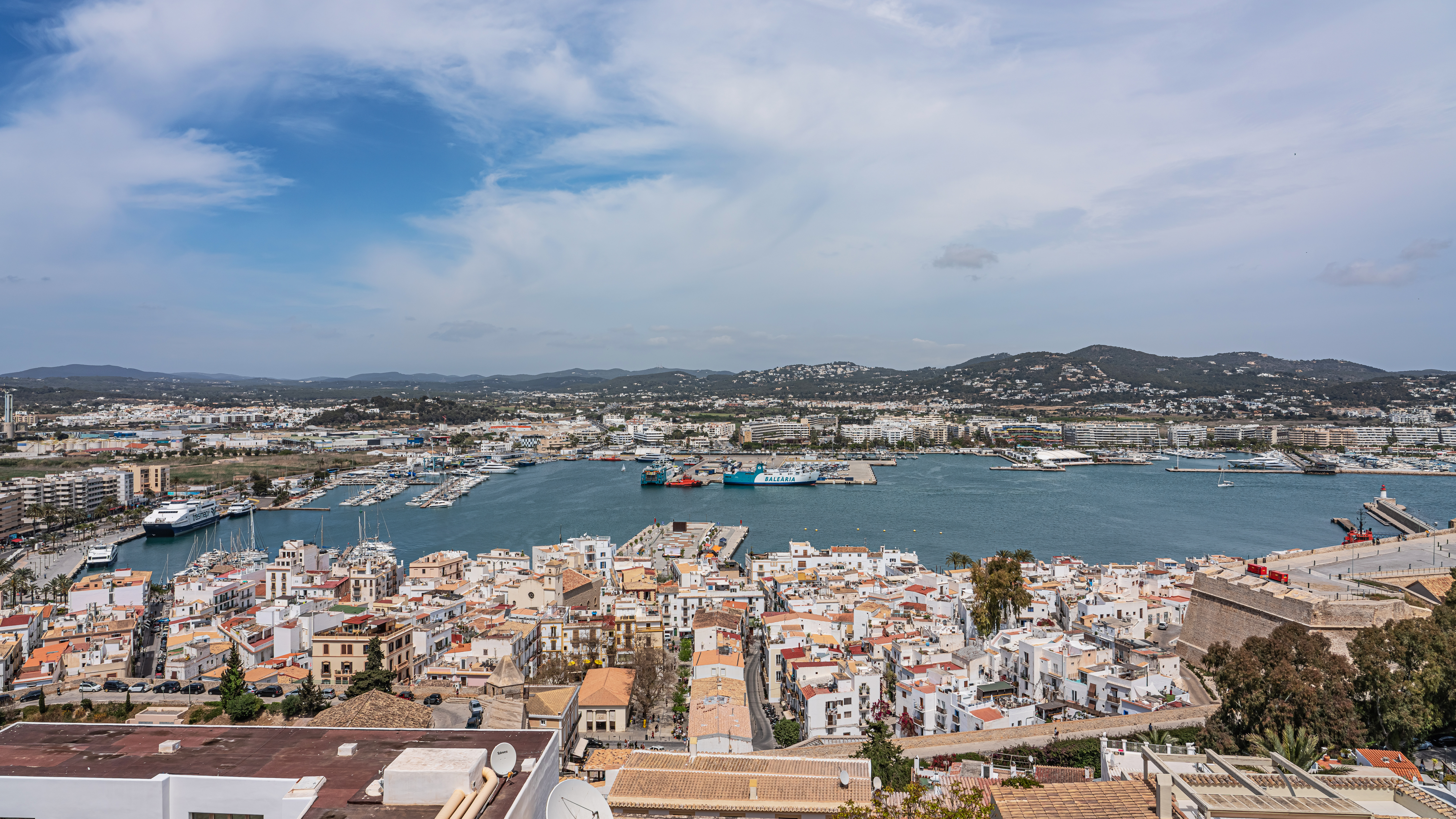
Vista al puerto de Vila

El Puerto de Ibiza es un puerto pesquero comercial, de pasajeros y deportivo de la ciudad de Ibiza, España, considerado de interés general y gestionado por Puertos del Estado. El puerto cuenta, además de los muelles para mercancía y pasajeros, con el dique de Botafuego, donde se realiza la descarga de combustibles que consume la isla y lugar donde amarran los grandes cruceros turísticos que recalan en ella. También cuenta con varias dársenas deportivas con un total de 1.400 amarres para embarcaciones de recreo.

## Historia

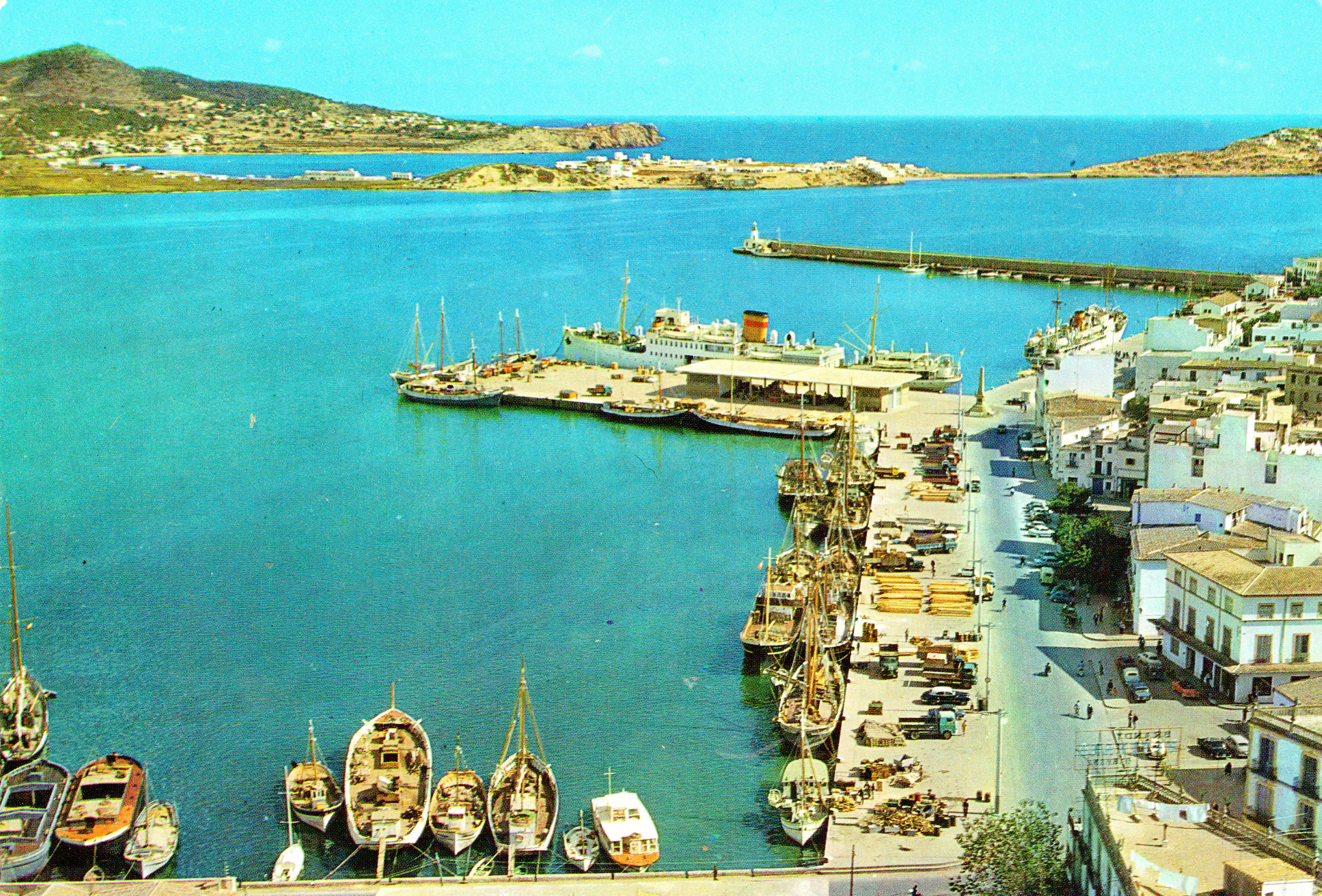
El puerto de Ibiza en 1965.

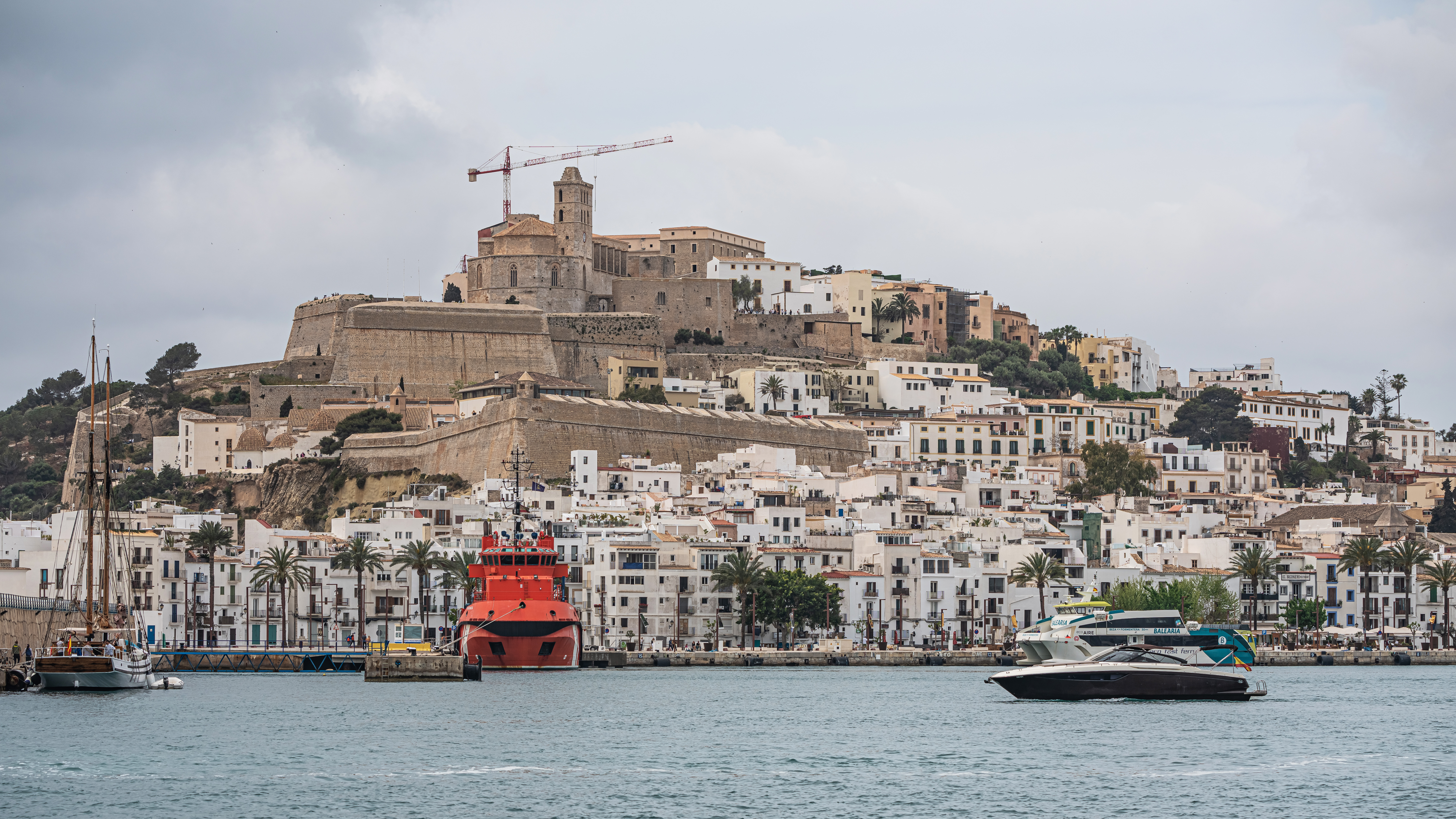
Vista del puerto a nivel del mar, en la colina está la parte antigua de la ciudad conocida como Dalt Vila.

Contraseña de la provincia marítima de Ibiza.

Desde que los cartagineses fundaran una colonia en el año 650 a. c., convirtieron el puerto en una importante base naval de su armada. Los romanos hicieron de Ibiza ciudad federada y mantuvieron la floreciente actividad comercial que ya tenía bajo la dominación cartaginesa. En el siglo XVII ya existían edificios para fines portuarios y un muelle en el paraje del Arrabal.
Las actuales instalaciones datan de principios del siglo XX, con la construcción del dique de abrigo que da protección a la zona sur del puerto. Desde entonces se suceden importantes obras de mejora, pero es desde 1980 cuando el puerto de Ibiza se dota de las infraestructuras hoy utilizadas.

## Comunicaciones
| Ibiza | Barcelona  | Balearia, Trasmediterranea, GNV |
| Ibiza | Denia      | Balearia                        |
| Ibiza | Formentera | Balearia                        |
| Ibiza | Palma      | Balearia, Trasmediterranea      |
| Ibiza | Valencia   | Balearia, GNV                   |